# Филиппов, Виктор Васильевич
Виктор Васильевич Филиппов (25.10.1938-09.06.1994) — советский учёный в области ветеринарии, член-корреспондент ВАСХНИЛ (1991).

## Биография
Родился в Москве. Окончил Московский технологический институт мясной и молочной промышленности (МТИММП) (1961).
- 1961—1962 ветврач Погарского мясокомбината,
- 1962—1964 зав. производством Унечского мясоптицекомбината,
- 1964—1966 ветврач Боенского транспортного ветсанучастка.
- 1966—1970 старший лаборант, аспирант кафедры паразитологии МТИММП.
- 1970—1974 государственный ветеринарный инспектор по республикам Средней Азии и Казахской ССР (1970—1972), главный специалист (1972—1974) Главного управления ветеринарии МСХ СССР.
- 1974—1988 и. о. ученого секретаря, ученый секретарь по инвазионным болезням (1974—1977), старший ученый секретарь (1977—1988) Отделения ветеринарии ВАСХНИЛ, одновременно старший научный сотрудник ВНИИ гельминтологии (1978—1988).
- 1988—1990 заместитель директора по научной работе ВНИИ экспериментальной ветеринарии, заместитель генерального директора Отраслевого научного комплекса по ветеринарии.
- 1990—1994 заместитель академика-секретаря Отделения ветеринарной медицины РАСХН.

Доктор ветеринарных наук (1987), профессор, член-корреспондент ВАСХНИЛ (1991). Специалист в области эпизоотологии гельминтозов с.-х. животных и экологии в ветеринарной медицине.
Награждён медалью «За освоение целинных земель» (1956), золотой медалью им. К. И. Скрябина.
Опубликовал более 100 научных трудов.
Книги:
- Профилактика и борьба с гельминтозами в промышленном животноводстве / Центр. правл. НТО сел. хоз-ва. — М., 1985. — 54 с.
- Эпизоотология гельминтозов сельскохозяйственных животных. — М.: Агропромиздат, 1988. — 207 с.
- Иммунный статус и пути его коррекции при гельминтозах сельскохозяйственных животных / соавт. Э. Х. Даугалиева. — М., 1991. — 188 с.